# Thomas Holdstock
Thomas Leonard „Tom” Holdstock (ur. 10 sierpnia 1894 w Bloemfontein w Ladybrand, zm. 28 sierpnia 1970 tamże) – południowoafrykański bokser wagi półciężkiej, olimpijczyk.
Brał udział w boksie (w wadze półciężkiej) na letnich igrzyskach olimpijskich w 1920, które odbyły się w Antwerpii, zajmując 5. miejsce.